# About the Blues
About the Blues — четвёртый студийный альбом американской певицы Джули Лондон, выпущенный в 1957 году на лейбле Liberty Records. Продюсером альбома стал Бобби Труп. Оркестр Рассела Гарсии аккомпанировал певице.

## Список композиций
| №                   | Название                           | Автор(ы)                                        | Длительность |
| ------------------- | ---------------------------------- | ----------------------------------------------- | ------------ |
| 1.                  | «Basin Street Blues»               | Спенсер Уильямс                                 | 3:03         |
| 2.                  | «I Gotta Right to Sing the Blues»  | Гарольд Арлен, Тед Колер                        | 2:56         |
| 3.                  | «A Nightingale Can Sing the Blues» | Дик Чарльз, Ларри Маркс                         | 3:08         |
| 4.                  | «Get Set for the Blues»            | Джо Карнс                                       | 2:42         |
| 5.                  | «Invitation to the Blues»          | Дорис Фишер, Артур Гершвин, Аллан Робертс       | 2:48         |
| 6.                  | «Bye Bye Blues»                    | Фред Хамм, Дэвид Беннетт, Берт Лоун, Чонси Грей | 1:38         |
| Общая длительность: | Общая длительность:                | Общая длительность:                             | 16:15        |

| №                   | Название                      | Автор(ы)                         | Длительность |
| ------------------- | ----------------------------- | -------------------------------- | ------------ |
| 1.                  | «Meaning of the Blues»        | Бобби Труп, Ли Уорт              | 2:56         |
| 2.                  | «About the Blues»             | Артур Гамильтон                  | 3:05         |
| 3.                  | «Sunday Blues»                | Леонард Эдельсон, Джефф Кларксон | 2:53         |
| 4.                  | «The Blues Is All I Ever Had» | Бобби Труп                       | 2:49         |
| 5.                  | «Blues in the Night»          | Гарольд Арлен, Джонни Мерсер     | 3:39         |
| 6.                  | «Bouquet of Blues»            | Артур Гамильтон                  | 2:55         |
| Общая длительность: | Общая длительность:           | Общая длительность:              | 18:17        |

| №  | Название                                | Автор(ы)            | Длительность |
| -- | --------------------------------------- | ------------------- | ------------ |
| 1. | «Baby, Baby All the Time»               | Бобби Труп          | 2:25         |
| 2. | «Shadow Woman»                          | Артур Гамильтон     | 2:39         |
| 3. | «Meaning of The Blues» (45 Single Take) | Бобби Труп, Ли Уорт | 2:56         |
| 4. | «Dark»                                  | Эдвин Грейнс        | 2:38         |

## Чарты
| Чарт (1957)             | Высшая позиция |
| ----------------------- | -------------- |
| США (Billboard Top LPs) | 15             |